# Sonate K. 308
La sonate K. 308 (F.256/L.359) en ut majeur est une œuvre pour clavier du compositeur italien Domenico Scarlatti.

## Présentation
La sonate K. 308 en ut majeur, notée Cantabile, forme une paire avec la sonate suivante. Elle est écrite à deux voix, dans le charme des pièces faciles de style galant, où la basse est généralement constituée de noires ou de blanches,.

## Manuscrits
Le manuscrit principal est le numéro 13 du volume VI (Ms. 9777) de Venise (1756), copié pour Maria Barbara ; les autres sources manuscrites étant Parme VIII 7 (Ms. A. G. 31413), Münster IV 14 (Sant Hs 3967) et Vienne B 14 (VII 28011 B).

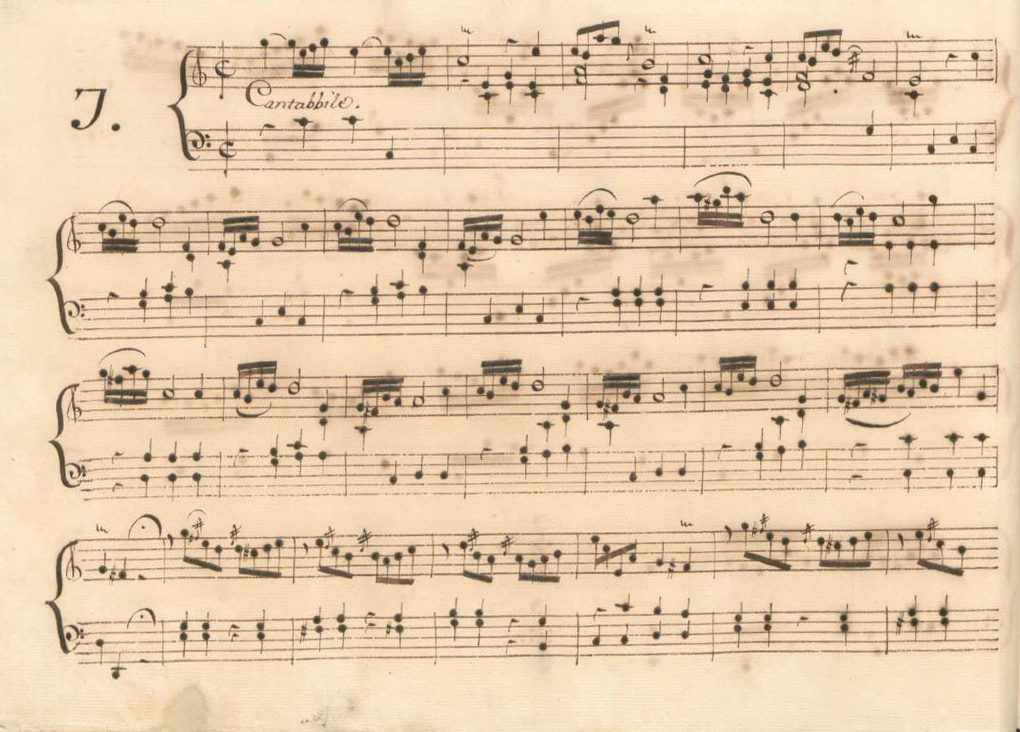
Parme VIII 7.
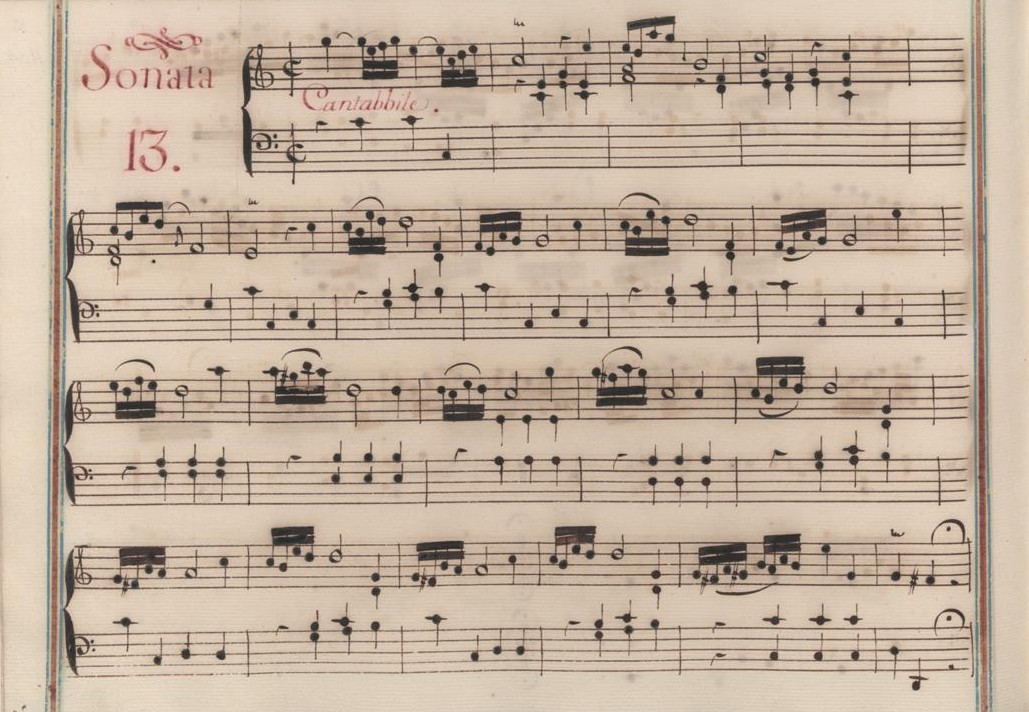
Venise VI 13.

## Interprètes
La sonate K. 308 est interprétée au piano notamment par Carlo Grante (2012, Music & Arts, vol. 3) et Duanduan Hao (2015, Naxos, vol. 16) ; au clavecin, par Gustav Leonhardt (1970, DHM), Blandine Verlet (1976, Philips), Scott Ross (1985, Erato), Luc Beauséjour (2003, Analekta), Richard Lester (2003, Nimbus, vol. 3), Pieter-Jan Belder (Brilliant Classics, vol. 8). David Schrader (1997, Cedille) et Aline Zylberajch (2003, Ambronay) l'interprètent sur piano-forte.

## Sources
: document utilisé comme source pour la rédaction de cet article.
- Ralph Kirkpatrick (trad. de l'anglais par Dennis Collins), Domenico Scarlatti, Paris, Lattès, coll. « Musique et Musiciens », 1982 (1re éd. 1953 (en)), 493 p. (OCLC 954954205, BNF 34689181).
- Alain de Chambure, « Domenico Scarlatti : Intégrale des sonates — Scott Ross », p. 213, Erato (2564-62092-2), 1985 (OCLC 891183737) .
- (en) Carlo Grante, « Domenico Scarlatti, intégrale des sonates pour clavier (vol. 3) », p. 23, Music & Arts (CD-1292), 2013 .